# Liolaemus uptoni
Liolaemus uptoni är en ödleart som beskrevs av  Scolaro och CEI 2006. Liolaemus uptoni ingår i släktet Liolaemus och familjen Tropiduridae. Inga underarter finns listade i Catalogue of Life.